# استان اوکیناوا
استان اوکیناوا (به ژاپنی: 沖縄県) جنوبی‌ترین استان کشور ژاپن است.
این استان صدها جزیره از جزایر ریوکو را شامل می‌شود و مرکز آن شهر ناها، واقع در جزیرهٔ اوکیناوا می‌باشد.

## جدول زمان‌بندی دوران‌ها

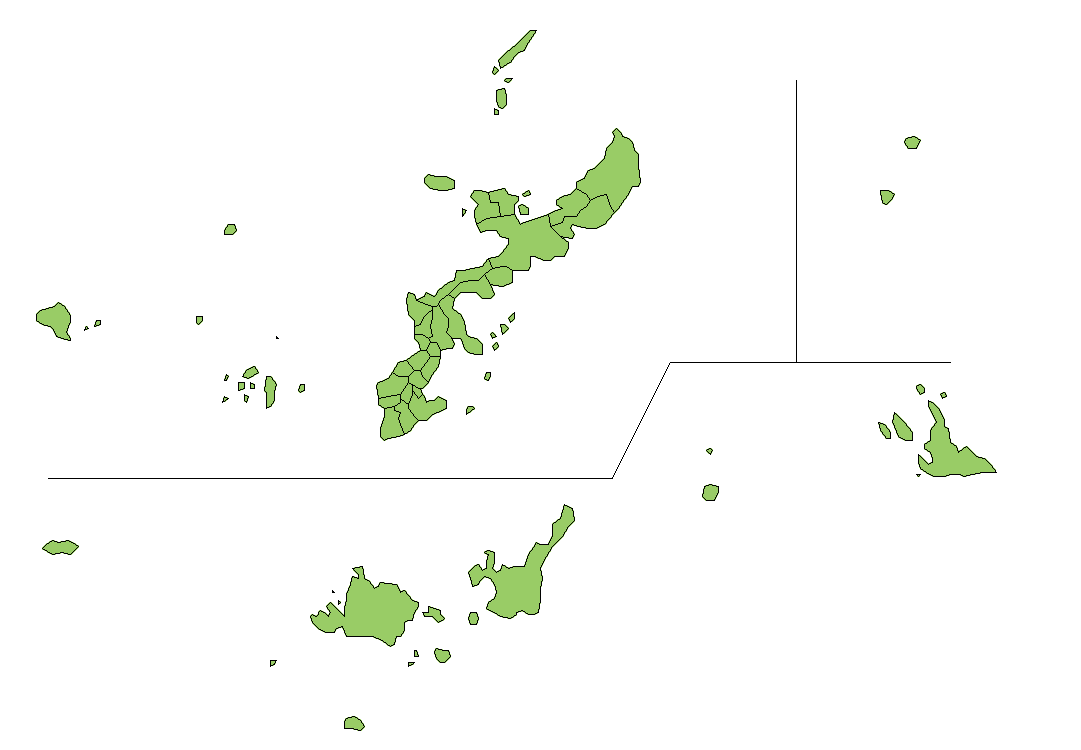

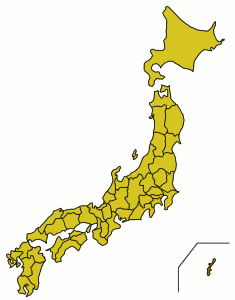
استان اوکیناوا، جزیره‌هایی در جنوب ژاپن.

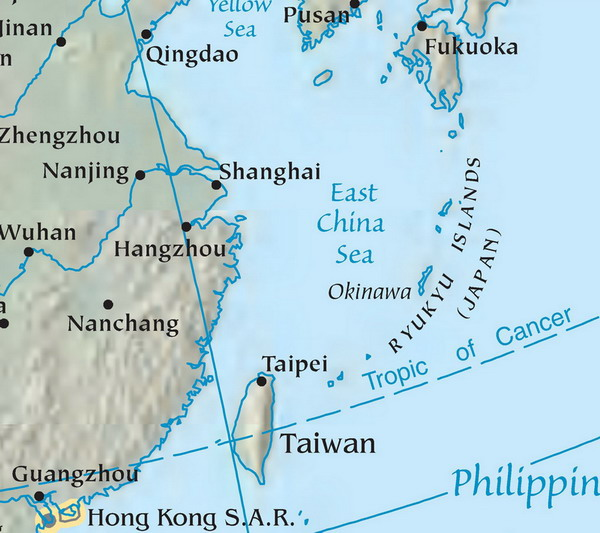

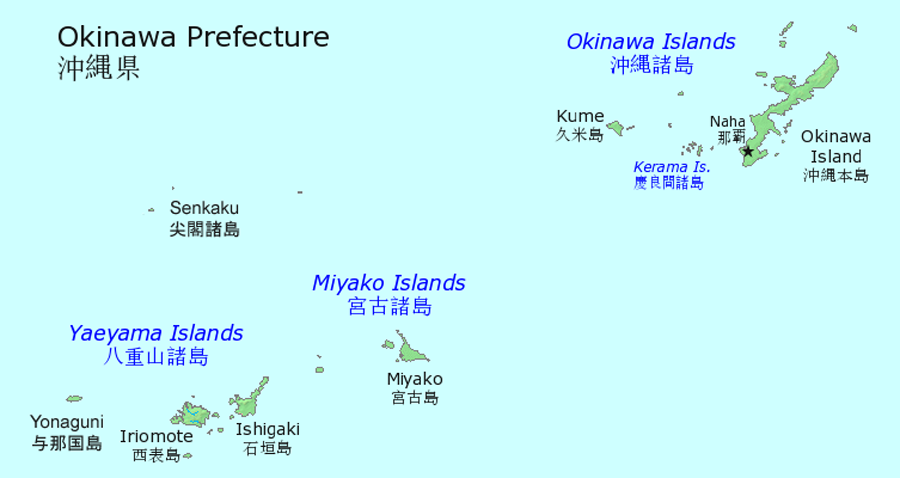

| تقویم میلادی                                       | دوران                                            |
| -------------------------------------------------- | ------------------------------------------------ |
| چند صد هزار سال پیش ｜ تقریباً ۶ هزار سال پیش       | دوران پارینه سنگی                                |
| تقریباً ۱۲٬۰۰۰ هزار سال پیش ｜ سده ۳ (پیش از میلاد) | دوره جومون                                       |
| سده ۲ ｜ سده ۷ میلادی                              | دوره زوکوجومون                                   |
| (سده ۷ - سده ۱۳)                                   | دوره ساتسومون                                    |
|                                                    | دورهٔ آینو                                        |
| ۱۸۶۸ - ۱۶۰۳                                        | دوره ادو                                         |
| سده ۱۹ (میلادی)                                    | دوره میجی (۱۹۶۸ - ۱۹۱۲)                          |
| سده ۲۰ (میلادی)                                    | دوره تایشو (۱۹۱۲ - ۱۹۲۶) (دوره شووا ۱۹۸۹ - ۱۹۲۶) |
| سده ۲۱ (میلادی)                                    | دوره هیسه‌ای (- - ۱۹۸۹)                           |